# Kōhei Yamamoto (actor)
Kōhei Yamamoto (山本 康平, Yamamoto Kōhei; 23 de diciembre de 1980; Prefectura Okayama) es un actor Japonés, afiliado con Ohta Production. Él se graduó de la Komazawa University. Interpretó el rol de Kouta Bitou (Hurricane Yellow) en la serie televisiva Super Sentai Ninpuu Sentai Hurricaneger (2002).

## Biografía
Yamamoto nació en la Prefectura Okayama, el 23 de diciembre de 1980. Su hermana más joven, Azusa Yamamoto, es una gravure idol, actriz, y talento. El 2002, apareció en Ninpuu Sentai Hurricaneger como Kouta Bitou/Hurricane Yellow. El 2005, protagonizó en la película, Last Dance of August Jitsu the 5th. El 2011, Yamamoto apareció en Kaizoku Sentai Gokaiger como Kouta Bitou/Hurricane Yellow por primera vez en siete años con Shun Shioya y Nao Nagasawa.
Al borde de estar coprotagonizando en Hurricanger, Yamamoto tuvo una amistad con Ryuichiro Nishioka y Yujiro Shirakawa, y tuvo actividades como trabajar para la marca de ropa Anunnaki.
En un acontecimiento en vivo Live Festival en Loft Plus Un,  esté servido con Shuhei Izumi, quien interpretó a Time Yellow en Mirai Sentai Timeranger. Yamamoto también había aparecido en otros acontecimientos en Osaka Jungle. Él e Izumi tuvieron una amistad privada y pasaron tiempo juntos desde la víspera de año nuevo de 2008 hasta el día de año nuevo de 2009.

## Vida personal
Yamamoto se casó el 15 de enero de y tuvo una hija el 21 de julio. También tuvo una segunda hija que nació el 8 de abril de 2013.

## Filmografía

### Serie de televisión
| Año  | Título                     | Rol                             | Red      | Otras notas       |
| ---- | -------------------------- | ------------------------------- | -------- | ----------------- |
| 2002 | Ninpuu Sentai Hurricaneger | Kouta Bitou/Hurricane Yellow    | TV Asahi |                   |
| 2006 | Princess Princess D        | Kaoru Natasho                   | TV Asahi |                   |
| 2007 | Kamen Rider Den-O          | Masashi Aoki                    | TV Asahi | Episodios 25 y 26 |
| 2011 | Kaizoku Sentai Gokaiger    | Kouta Bitou/El huracán Amarillo | TV Asahi | Episodios 25 y 26 |
| 2012 | Hayami-san to Yobareru Hi  |                                 | Fuji TV  |                   |
| 2014 | Kamen Rider Drive.         | Yuzo Ichikawa                   | TV Asahi | Episodios 5 y 6   |